# Šibenik
Šibenik este un oraș în cantonul Šibenik-Knin, Croația, având o populație de 46.332 de locuitori (2011). Biserica principală din oraș, Catedrala Sf. Iacob, este din anul 2000 pe lista patrimoniului mondial UNESCO.

## Demografie
Componența etnică a orașului Šibenik
     Croați (94,62%)
     Sârbi (3,1%)
     Necunoscut (0,44%)
     Neclasificat (1,39%)
Componența confesională a orașului Šibenik
     Catolici (88,15%)
     Fără religie și atei (4,5%)
     Ortodocși (3,07%)
     Necunoscută (2,26%)
     Alte religii (2%)
Conform recensământului din 2011, orașul Šibenik avea 46.332 de locuitori. Din punct de vedere etnic, majoritatea locuitorilor (94,62%) erau croați, cu o minoritate de sârbi (3,1%). Apartenența etnică nu este cunoscută în cazul a 0,44% din locuitori. Din punct de vedere confesional, majoritatea locuitorilor (88,15%) erau catolici, existând și minorități de persoane fără religie și atei (4,5%) și ortodocși (3,07%). Pentru 2,26% din locuitori nu este cunoscută apartenența confesională.

## Personalități născute aici
- Nikola Tavelić (1340 - 1391), călugăr, misionar franciscan.
- Antun Vrančić (1504 - 1573), cardinal croat, primat al Bisericii Catolice din Ungaria;
- Nikodim Milaš (1845 - 1915), episcop ortodox, teolog;
- Simo Matavulj (1852 - 1908), scriitor;
- Đorđe Kadijević (n. 1933), regizor, scenarist;
- Goran Višnjić (n. 1972), actor croato-american;
- Boris Milošević (n. 1974), politician;
- Ivan Pešić (n. 1992), fotbalist.
- Dražen Petrović,(n.1964, m.1993),baschetbalist

## Orașe înfrățite
Šibenik este înfrățit cu:
- Civitanova Marche, Italia (din 2002);[4]
- San Benedetto del Tronto, Italia.